# Somontano

Somontano: poloha oblasti ve Španělsku

Somontano je španělská vinařská oblast rozkládající se na severovýchodě Španělska na úbočí Pyrenejí na severu Aragonie. Oblast nese označení původu Denominacion de origen (zkratkou DO, nebo D.O.), které konzumentům vín garantuje původ i kvalitu nápojů. Vinařství, která produkují vína pod touto značkou, musí splňovat předpisy a normy spojené s jejím užíváním.

## Pěstované odrůdy
Tak jako v celém Španělsku se i v Somontanu daří červené odrůdě Tempranillo, dále klasickým údrůdám Cabernet Sauvignon, Merlot, Syrah a Pinot Noir. Z bílých vín jsou pro Somontano typické odrůdy Macabeo, Alcañón, Chardonnay a Tramín červený.

## Známá vinařství
- Bodegas ENATE – tyto vinné sklepy produkují světově vysoce oceňovaná vína. Pro každé víno je vytvořen vlastní design viněty, vinařství spolupracuje se světovými malíři.
- Bodegas Sierra de Guara